# Индустријска зона Вја дел’Индустрија 1 (Виченца)
Индустријска зона Вја дел’Индустрија 1 је насеље у Италији у округу Виченца, региону Венето.
Према процени из 2011. у насељу је живело 18 становника. Насеље се налази на надморској висини од 88 м.